# Марія Бек
Маруся Євгенія (Ме́рі Вірджинія) Бек (англ. Mary V. Beck; 29 лютого 1908, Форд-Сіті, Пенсільванія, США — 30 січня 2005, Клінтон Тауншип, Мічиган, США) — українська юристка, журналістка, державна, політична й громадська діячка в українській діаспорі США, меценатка. Перша в Україні жінка серед адвокатів та журналістів, перша жінка в Раді Детройту (1949), її очільниця, перша жінка-мер Детройту (з 1958 до 1962). Доктор права (1932). Невтомно привертала увагу міжнародної спільноти до становища українського та інших народів, вимушених жити в умовах тоталітарного комуністичного режиму в СРСР. Ініціаторка створення жіночої преси, друкувалась під псевдонімом Маруся Синенька.

## Біографія
Народилася 29 лютого 1908 року в Форд-Сіті (Пенсільванія, США) в родині з української діаспори. Походила з родини твердих лемків, її батьки переїхали до Америки з Лемківщини (нині Словаччина).
1921 року батьки відправили Марусю Бек на батьківщину в Україну, де вона навчалася в українській Чортківській гімназії, у 1925 році закінчила Коломийську гімназію. Протягом певного часу в 1920-х проживала в Бучачі, де в Місійному інституті імені святого Йосафата навчався її брат Іван, приятель Михайла Островерхи. Закінчила навчання в Пітсбурзькому університеті (з 1944 — доктор юриспруденції, перша жінка, яка удостоїлася звання в цьому університеті).

### Юрист та політик Детройту
Стала першою жінкою-адвокатом серед діаспорян і почала практикувати в Детройті, розвиваючи зацікавленість політикою, і вирішила увійти до Муніципальної (Міської) ради Детройту. Проте це вдалося лише з 5 спроби, завдяки активній агітації землячок-українок на підтримку її кандидатури. Українська громада Детройту була невеликою, тому обрання Бек до ради було справжнім тріумфом: у 1949 році Марія Бек стала першою жінкою, обраною до міськради Детройту, за всі 250 років існування ради. «Я розумію, що на мене покладається велика відповідальність. Я також свідома того, що кожна моя дія буде впливати на імідж всіх жінок Детройту», — зазначила Марія Бек щодо свого обрання.
У раді Бек відразу запровадила нововведення: штрафи депутатів за нецензурну лексику, кошти з яких ішли на благодійність.
Через рік (1950) Марія Бек стала президенткою Ради. У 1950-ті, за десятиліття до руху Кінга, Бек призначила у Раду опікунів Детройта першу жінку-афроамериканку. У 1958—1962 роках була мером Детройту. Також очолювала різні депутатські комісії. До завершення політичної діяльності в 1970 році Марія Бек зробила значний внесок у справу збереження історичних архітектурних пам'яток, турбувалася про поліпшення санітарно-побутових умов проживання в Детройті та екологію міста, розвивала молодіжний спорт, сприяла допомозі малозабезпеченим, лобіювала питання молоді та злочинності серед неповнолітніх (виступала за розширення програм, що попереджають дитячі та юнацькі правопорушення), а також американської зовнішньої політики щодо поневолених народів, зокрема й українського.
Фото Марії Бек досі прикрашає Залу слави місцевого самоврядування Детройту. Тут її називають «Леді з Перших» (англ. the Lady of Many Firsts), оскільки вона багато в чому була першою.

### Українська діаспорянка
Марія Бек була визначною активісткою української діаспори, у якій її називали «борцем за свободу» за її невтомні зусилля привертати увагу міжнародної спільноти до становища українського та інших народів, вимушених жити в умовах тоталітарного комуністичного режиму в СРСР. Найбільшою турботою Бек був захист інтересів національних меншин.
Ще в університеті вона організувала недільні дитячі школи українознавства. Ініціювала створення Українського павільйону в експозиції до сторіччя прогресу в Чикаго. Була віцепрезиденткою виконкому Українських національних зборів українського уряду, а пізніше директоркою закордонних справ. Виконавча директорка Українського інформаційного бюро в Детройті, голова Комітету з питань розвитку України в Мічигані. На цих посадах славилась діяльністю на захист українських дисидентів та популяризацією творчості українських митців в еміграції.
На видання історично-мемуарної збірки «Бучач і Бучаччина» разом з братом Іваном пожертвувала 100 $.
Двічі приїжджала в Україну: в 1963 та 2003 роках, коли отримала на VIII Світовому Конґресі Українців найвищу громадську відзнаку — Медаль святого Володимира за довічні досягнення.

### Активістка жіночого руху
Марія Бек допомагала організовувати нові відділення Української національної жіночої ліги Америки.
Від року заснування (1948) плідно працювала у Світовій федерації українських жіночих організацій, зокрема, була фундаторкою Літературних конкурсів (тепер її імені), які очолювала з 1959 до 2005 року. 1993 року в конкурсі брали участь і діти Незалежної України. Темою конкурсу стала 60-та річниця голодомору в Україні (твори видані окремим томом). У 10-ту річницю Чорнобильської катастрофи твори учасників конкурсу знову видані окремим томом.
Марія Бек була ініціаторкою створення жіночої преси. Її перша спроба — журнал «Жіночий світ», згодом «Наше життя» та «Українська Зоря». Також співпрацювала з канадським «Вільним словом», де друкувалася під псевдонімом Маруся Синенька. Під ним же вела рубрику в «Детройтських вістях». З її ініціативи засновано Українську літературну премію для жінок, якою нагороджують і нині.
Діяльність Марії Бек створила образ успішної американки українського походження.
Померла Марія Бек 30 січня 2005 року, за місяць до 97-го дня народження. Похована поряд з братом Іваном (якийсь час проживав у приміщеннях Бучацького монастиря ЧСВВ), який був їй духовним батьком та про якого казала, що «ціле життя стояв поряд мене». Як українка за походженням похована на православному Цвинтарі святого Андрія в Саут-Баунд-Бруку (штат Нью-Джерсі).

## Відзнаки
Нагороджена Хрестом Відродження — військовою відзнакою, запровадженою у 1977-му Урядом УНР в екзилі на честь 60-ліття організації збройних сил Української Народної Республіки (наказ № 47 від 15.8.1977, число нагороди — 5).
У 2003 році отримала на VIII Світовому Конґресі Українців найвищу громадську відзнаку — Медаль святого Володимира за довічні досягнення.